# Werner Kuchar
Werner Kuchar (* 25. März 1971 in Griesbach, Bayern; † 17. September 2013 in Passau) war ein deutscher römisch-katholischer Priester und Schriftsteller.

## Werdegang
Der in Passau aufgewachsene Werner Kuchar besuchte von 1981 bis 1990 das Musikgymnasium der Regensburger Domspatzen. Nach dem Abitur folgten der Besuch des Priesterseminars und ein Studium der Katholischen Theologie in Passau. Nach seinem Diplom 1995 und einem Pastoralpraktikum in Frauenau wurde Kuchar am 13. Februar 1999 im Passauer Dom zum Priester geweiht.
Parallel zu seinem kirchlichen Werdegang verfolgte Kuchar eine musikalische Ausbildung, unter anderem in Form eines Gesangsstudiums. Von 1996 bis 1998 absolvierte er die Zusatzausbildung Integrative Musiktherapie am Fritz-Perls-Institut in Hückeswagen.
Nach seiner Priesterweihe war Kuchar als Kaplan in den Pfarrverbänden Osterhofen-Altenmarkt von 1999 bis 2005 und von 2005 bis 2008 in Zwiesel-Ludwigsthal tätig. In dieser Zeit war er zudem Mitglied der Bischöflichen Kommission für Liturgie und Kirchenmusik. Von 2002 bis 2005 war er zusätzlich Seelsorger am Bildungshaus Landvolkshochschule St. Gunther Niederalteich.
Im September 2008 wurde Kuchar Studentenpfarrer an der Universität Passau und Domvikar. An der Universität Passau hielt er Lehrveranstaltungen zum Thema Musikorientierte Bibelarbeit. Seit Dezember 2009 war er zusätzlich Gefängnisseelsorger der JVA Passau.
Bereits vor seiner Priesterweihe schrieb Werner Kuchar sein erstes Buch, dem zahlreiche weitere folgten. Seine Veröffentlichungen beschäftigen sich ganz überwiegend mit der Gottesdienstgestaltung, vor allem mit Kindern und Jugendlichen.
Am 17. September 2013 wurde Kuchar in den Räumen des Passauer Nikolaklosters tot aufgefunden; er hatte sich selbst getötet, nachdem er in seinen letzten schriftlichen und mündlichen Äußerungen um Barmherzigkeit für jene gebeten hatte, die sich das Leben nehmen.

## Werke
- Du nervst, guter Gott! Ökumenische Wortgottesdienste für Jugendliche. Herder, Freiburg 1998, ISBN 3-451-26655-5.
- Menschen von gestern, Vorbilder für heute – Jugendgottesdienste. Lahn-Verlag, Limburg 1999, ISBN 3-7840-3177-3.
- Zeit für Kinder: Fundgrube für Kindergottesdienste. Lahn-Verlag, Limburg 2000, ISBN 3-7840-3200-1.
- Zeit für Kinder 2: Fundgrube für Kindergottesdienste. Lahn-Verlag, Limburg 2000, ISBN 3-7840-3238-9 (zusammen mit Gerhard Schleier).
- Alle Jahre wieder …, Impulse und Gestaltungsvorschläge für Advent und Weihnachten. Herder, Freiburg 2002, ISBN 3-451-26978-3.
- Zeit für Kinder 3: Fundgrube für Kindergottesdienste. Lahn-Verlag, Limburg 2002, ISBN 3-7840-3274-5.
- Passion aus Leidenschaft. Neue Gottesdienste und Gemeindefeiern für Fastenzeit und Ostern. Herder, Freiburg 2002, ISBN 3-451-27048-X.
- Ein Gott für Groß und Klein: Modelle für gemeinsame Gottesdienste von Jung und Alt in der Gemeinde, Lesejahr B. Herder, Freiburg im Breisgau/Basel/Wien 2002, ISBN 3-451-27885-5.
- Kindergottesdienst-Modelle 2004. Lahn-Verlag, Limburg 2003, ISBN 3-7840-3314-8 (zusammen mit Manuela Noack).
- Einmal Emmaus und zurück. Werkbuch zur Gestaltung der Fasten- und Osterzeit mit Kindern, Jugendlichen und Erwachsenen. Herder, Freiburg 2004, ISBN 3-451-28365-4.
- Und ihr werdet ein Kind finden. Anregung für die Gottesdienste in der Advents- und Weihnachtszeit. Herder, Freiburg 2007, ISBN 978-3-451-32070-5.